# Вильнёв, Пьер-Шарль де
Пьер-Шарль де Вильнёв (фр. Pierre-Charles-Jean-Baptiste-Silvestre de Villeneuve; 31 декабря 1763 — 22 апреля 1806) — французский адмирал. После разгрома в Трафальгарском сражении должен был предстать перед военно-полевым судом, но покончил с собой.

## Биография
В морской гвардии с 1778 года. Участвовал в военных действиях во французских колониях в Южной и Северной Америке. С 1786 года служил на Средиземном море. После революции стал капитаном корабля, но был подвергнут репрессиям за дворянское происхождение. В 1795 году переведён в Тулон. Принимал участие в египетском походе Наполеона, где в битве при Абукире проявил полную пассивность, хотя и заменил погибшего адмирала Брюе на посту командующего флотом. Отвёл остатки флота на Мальту, где сдался англичанам.
С 1804 года контр-адмирал. В 1805 году командующий флотом, обеспечивающим совместно с испанской Кадисской эскадрой адмирала Гравины отвлекающий маневр для вторжения на Британские острова. В процессе осуществления этого плана провел поход на Карибы. 11 июня захватил английский караван из 17 вымпелов, следовавший в Англию с грузом. На обратном пути в Европу 22 июля 1805 года вступил в сражение с английской эскадрой у мыса Финистерре, в котором франко-испанская эскадра, изрядно потрепанная штормами и вынужденная прикрывать транспорт с серебром, приняла бой с английской эскадрой, атаковавшей в условиях усиливающегося тумана. Сражение развивалось по классической схеме огневого боя двух кильватерных колонн. В силу тумана и сильного дыма руководство боем со стороны командующих было затруднено. Два испанских линейных корабля потеряли все мачты и сдались. Наступившая ночь и тяжелые повреждения корабельного состава помешали освободить захваченные в битве англичанами испанские корабли. Английская эскадра отступила. Потом, вопреки приказам Наполеона идти в Ла-Манш для продолжения выполнения плана, повернул на юг и встал на якорь в Кадисе, так как состояние эскадры исключало успех этого мероприятия. В силу плохого состояния кораблей и повальных болезней в составе экипажей франко-испанский флот простоял там 2 месяца, что позволило англичанам подтянуть подкрепления и заблокировать его, сорвав план похода в Ла-Манш.
Понимая ужасное состояние эскадры, в которой не хватало людей, а корабли были в плохом состоянии, Вильнёв не хотел выходить в море при опасности столкновения с блокирующими силами англичан под командованием Нельсона, и игнорировал приказы Наполеона идти в Средиземное море. Но в конце октября, узнав, что его на посту командира эскадры собираются заменить адмиралом Россильи, он получил приказ Наполеона выйти в море и тут же его выполнил.
У мыса Трафальгар он принял бой с эскадрой Нельсона, в котором был разбит и попал в плен, после того, как его флагманский корабль, потеряв все мачты, был сдан. Находился в Англии в качестве военнопленного до апреля 1806 года. Был отпущен под честное слово, что не будет более воевать против Британии. Будучи полностью деморализован и боясь гнева Наполеона за срыв экспедиции в Англию и потерю флота, покончил жизнь самоубийством. Относительно самоубийства, некоторые историки выражают сомнения (Робер Уврар, Виллиан Слоон и др.), так как адмирал Вильнёв скончался от шести ножевых ударов, что было отмечено в полицейском отчете. Версии относительно убийства Вильнёва циркулируют во французской прессе и литературе, начиная с 1826 года, когда вышла книга воспоминаний некоего Робера Гийемара, в которой он приводит рассказ от первого лица с описанием сцены убийства адмирала некими иностранцами под командой французского морского офицера. Согласно отчету французской полиции, адмирал был найден в комнате постоялого двора, где он ожидал дальнейших распоряжений Наполеона касательно его дальнейшей службы. По мнению полиции, Вильнёв погиб в результате суицида, так как на столе его комнаты, закрытой изнутри на ключ, было найдено прощальное письмо, адресованное жене. Официальной церемонии похорон не было. Место захоронения доподлинно неизвестно.